# 폴리켈레스하목
폴리켈레스하목(Polychelida) 또는 에리온상과(Eryonoidea)는 십각목에 속하는 갑각류 분류군의 하나이다. 대표하는 화석종은 트라이아스기 후기까지 거슬러 올라간다. 현존하는 종은 모두 38종으로 폴리켈레스과에 속하며, 화석종은 55종이 기술되어 있다.